# Аркос (тайфа)
Тайфа Аркос (исп. Taifa de Arcos) — средневековое мусульманское государство на юге современной Испании, существовавшее в течение двух временных интервалов: 1011-1068 и 1143-1145 годах. В 1068 году тайфа Аркос была завоёвана более сильной тайфой Севильей. В 1091 году территория тайфы стала частью государства Альморавидов. В 1143 году Аркосу на два года удалось восстановить самостоятельность. В 1145 году тайфа Аркос была окончательно завоёвана Альмохадами.

## Правители тайфы Аркос
- Джизруниды
  - Мухаммад I аль-Джазари Имад ад Давла (1011/1012-1029/1030)
  - Абдун ибн Мухаммад (1029/1030-1053)
  - Мухаммад II аль-Каим (1053—1068/1069)
- под контролем тайфы Севильи (1068/1069-1091)
- под контролем Альморавидов (1091—1143)
- Идрисиды
  - Абул Касим Ахъял (около 1143—1145)
- под контролем Альмохадов (1150—1248)